# Pico Bogda
El pico Bogda o Bogda Feng (chino simplificado: 博格达峰; chino tradicional: 博格達峰; pinyin: Bógédá fẽng; cf. mongol: Bogd Uul, a veces llamado monte Bogda) es la montaña más alta de la cordillera Bogda Shan, en las montañas orientales de Tian Shan, China, con 5445 m de altitud. Con una elevada prominencia de 4122 m es la 17.ª montaña más prominente del mundo y la tercera de China, la primera enteramente en el país (la 1.ª es el propio Everest, compartido con Nepal, y la 2.ª, el pico Jengish Chokusu, compartido con Kirguistán).
El pico Bogda es una subida difícil debido a su escarpado relieve. Sus vertientes tienen una inclinación de entre 70° y 80°. Fue escalado por primera vez en 1981 por un equipo japonés de 11 personas de Kioto.